# ATSC
ATSC és l'estàndard de televisió digital desenvolupat i utilitzat als Estats Units per la difusió de Televisió Digital Terrestre i també adoptat per Canadà, Mèxic, Taiwan i Corea del Sud.

## Introducció
Cap al 1990, als EUA, es va començar a sentir la necessitat de desenvolupar un estàndard de televisió d'alta definició que permetés la transmissió terrestre. Hi va haver moltes propostes però, finalment, les úniques que van ser preses seriosament van ser les de sistemes digitals.
El 1993, els quatre diferents fabricants d'equips i components electrònics, dels que encara no s'havia descartat les seves respectives propostes, van formar una gran aliança (The Grand Alliance) per crear l'estàndard.
El comitè de sistemes de televisió avançats (Advanced Television Systems Commitee, ATSC), va aprovar l'any 1995 el sistema proposat per "La Gran Aliança" que va prendre el nom d'estàndard de televisió digital ATSC (A/53).
L'any 1996 el govern dels Estats Units aprova la implantació de l'estàndard ATSC. Es preveu la transmissió simultània dels sistemes digital (ATSC) i analògic (NTSC) fins a l'any de l'apagada analògica als Estats Units.
Actualment, ATSC coexisteix al món amb 2 estàndards més de televisió digital. Parlem de l'estàndard europeu DVB (Digital Video Broadcasting) i l'estàndard japonès ISDB (Integrated Services Digital Broadcasting).

## Característiques principals

### Còdecs
Utilitza MPEG-2 per comprimir imatge, igual que en el sistema europeu DVB.
Utilitza Dolby AC-3 com a còdec d'àudio, oficialment estandarditzat com a A/52 per l'ATSC.
Permet el transport de 5 canals amb sons, més un cinquè canal on s'envien els efectes de baixes freqüències.
El sistema japonès ISDB utilitza, en canvi, per a la difusió de televisió d'alta definició, el còdec d'Àudio Avançat (AAC) de MPEG.
El sistema japonès ISDB utilitza, en canvi, per a la difusió de televisió d'alta definició, el còdec d'Àudio Avançat (AAC) de MPEG.
La trama de transport està basada en MPEG-2 i proporciona la flexibilitat per entregar una ampla varietat d'imatges, so i serveis de dades.

### Amplada de banda
Els senyals ATSC estan dissenyats per utilitzar 6 MHz d'amplada de banda igual que els canals de televisió NTSC, així doncs, poden ubicar-se dins d'un canal convencional de televisió analògica.

### Modulació
Un cop els senyals d'àudio i vídeo han estat comprimits i encapsulats, la trama de transport pot ser modulada de diferents maneres depenent del mètode de transmissió. Pels sistemes de televisió digital terrestre (ATSC-T) s'utilitza la modulació 8-VSB (modulació en banda lateral vestiginal) que arriba als 19.39 Mbps. En canvi, en els sistemes de televisió digital per cable (ATSC-C) s'utilitza la modulació 16-VSB que arriba fins als 38.6 Mbps. A DVB-T i ISDB-T s'utilitza modulació COFDM.

### Resolució
La versió d'alta definició (HDTV) permet reproduir imatges amb cinc vegades més de píxels que la versió de televisió clàssica NTSC en pantalla 16:9, ofereix fins a sis canals de so i l'escombrat pot ser en mode progressiu o entrellaçat.

Aquestes són les resolucions més habituals:
| Nom   | Resolució vertical | Resolució horitzontal | Píxels quadrats | Relació d'espectre | Quadres per segon (Hz)           | Escombrat (tipus) | Definició        |
| 1080p | 1080               | 1920                  | Si              | 16:9               | 23,976; 24; 29,97; 30            | Progressiu        | Alta (HDTV)      |
| 1080i | 1080               | 1920                  | Si              | 16:9               | 29,97; 30                        | Entrellaçat       | Alta (HDTV)      |
| 720p  | 720                | 1280                  | Si              | 16:9               | 23,976; 24; 29,97; 30; 59,94; 60 | Progressiu        | Alta (HDTV)      |
| 480p  | 480                | 704                   | No              | 16:9               | 23,976; 24; 29,97; 30; 59,94; 60 | Progressiu        | Estàndard (SDTV) |
| 480i  | 480                | 704                   | No              | 16:9               | 29,97; 30                        | Entrellaçat       | Estàndard (SDTV) |
| 480p  | 480                | 640                   | Si              | 4:3                | 23,976; 24; 29,97; 30; 59,94; 60 | Progressiu        | Estàndard (SDTV) |
| 480i  | 480                | 640                   | Si              | 4:3                | 29,97; 30                        | Entrellaçat       | Estàndard (SDTV) |
| ----- | ------------------ | --------------------- | --------------- | ------------------ | -------------------------------- | ----------------- | ---------------- |

## Funcionament

### Primer pas: Codificació
Es Codifica el senyal de vídeo amb MPEG, s'aplica aquest senyal al multiplexor. Per altra banda, es mostreja el senyal d'àudio a 48 kHz, es codifica en format AC-3 i també s'aplica el senyal al multiplexor, al mateix on apliquem el senyal de vídeo. També en aquest multiplexor introduïm les dades de serveis auxiliars i de control (per identificar l'emissora, el programa, els serveis interactius…).

### Segon pas: Transport
A la sortida del multiplexor tenim un flux de dades (amb vídeo, àudio i els altres serveis complementaris) que entra en el bloc de transport on es divideix en paquets de 188 bytes.

### Tercer pas: Codificador de canal
Els paquets de 188 bytes entren al codificador de canal on es realitzen dos tipus de codificació: codificació R-S i codificació FEC. A la sortida tenim trames de 626 segments (313 segments per cada camp i 4 bits per segment). Els 313 segments inicials són de sincronització i equalització del receptor, els següents 312 segments contenen el paquet de dades de 188 bytes i les 20 paraules que incorpora la codificació contra errors FEC, mencionada anteriorment.

### Quart pas: Modulador
S'utilitza el mode Trellis per codificar les dades, amb el que aconseguim el mapa de constel·lació de bits necessari per aconseguir la modulació en vuit nivells discrets d'amplitud (8-VSB).